# Philipp Veltman

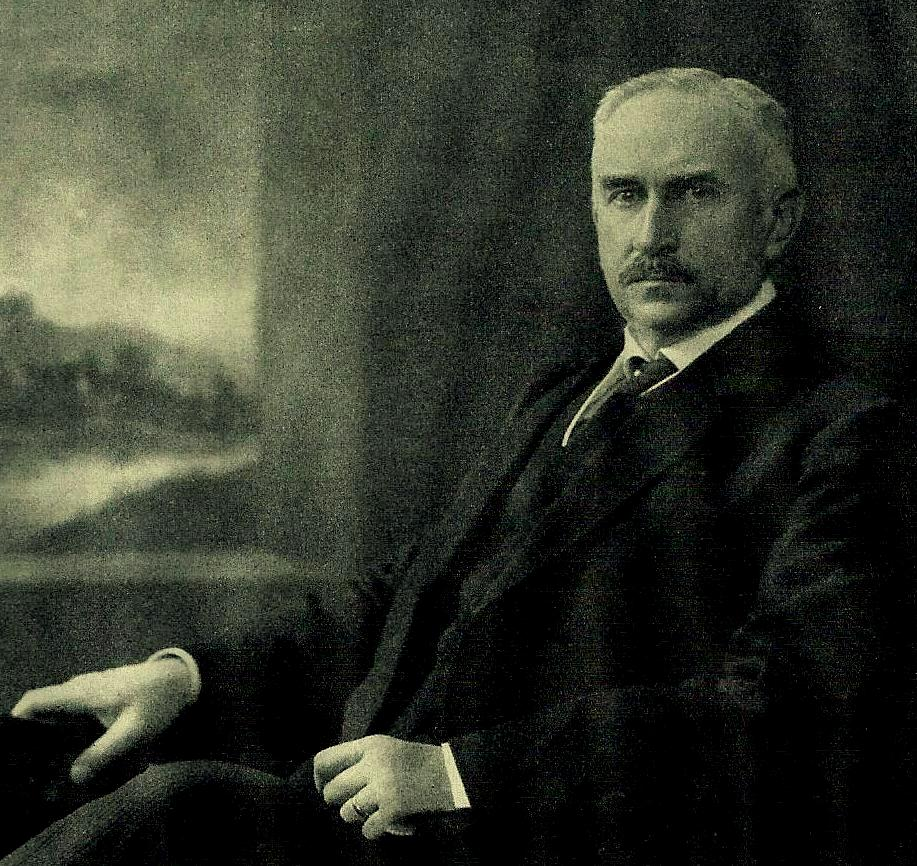
Philipp Veltman

Philipp Wilhelm Florenz Veltman (* 15. Dezember 1859 in Rogasen; † 13. Februar 1916 in Aachen) war ein deutscher Verwaltungsjurist und preußischer Kommunalpolitiker. Als Oberbürgermeister leitete er von 1896 bis zu seinem Tod die Verwaltung der Stadt Aachen.

## Leben

### Herkunft und Ausbildung
Philipp Veltman war der Sohn des Landgerichtsrats Bernard Veltman († 31. Januar 1900 in Essen) und dessen Ehefrau Elisabeth Veltman geb. Boese († 21. November 1863). Nach dem Besuch des Burggymnasiums in Essen, von dem er im Jahr 1880 mit Ablegung der Reifeprüfung abging, studierte er Rechtswissenschaften an der Albert-Ludwigs-Universität Freiburg, der Universität Straßburg und der Friedrich-Wilhelms-Universität Berlin. In Berlin legte er auch 1883 sein erstes Staatsexamen ab. Mit seiner Vereidigung zum Gerichtsreferendar im August 1883 nahm er den Vorbereitungsdienst am Amtsgericht Stade, am Landgericht Essen und am Oberlandesgericht Hamm auf, ehe er nach Ablegung des zweiten Staatsexamens am 21. Mai 1888 seine Ernennung zum Gerichtsassessor beim Amtsgericht Essen erhielt.

### Werdegang
Nur anderthalb Jahre nach der Ernennung zum Gerichtsassessor und seiner Übernahme in den preußischen Staatsdienst, folgte bereits am 27. November 1889 Veltmans Ernennung zum Beigeordneten der Stadt Essen. Fast auf den Tag zwölf Monate darauf wurde Veltman am 28. November 1890 vom Rat der Stadt Aachen zum 1. Beigeordneten der Stadt gewählt. Nach seiner Bestätigung von höchster Stelle am 11. Februar 1891 folgte am 7. April 1891 die Amtseinführung.
Bei der am 10. September 1895 stattfindenden Wahl eines Nachfolgers für den zum 15. März 1896 in den Ruhestand tretenden Aachener Oberbürgermeister Ludwig Pelzer wurde Veltman schließlich für die übliche 12-jährige Amtszeit gewählt. Nach der Bestätigung vom 2. Dezember 1895 übernahm er zeitgleich mit Pelzers Abschied dessen Amt, der Oberbürgermeistertitel wurde ihm am 30. November 1896 verliehen. Am 3. Mai 1907 in einer Wiederwahl für weitere 12 Jahre bis zum Ablauf der zweiten Amtszeit im Jahr 1920 im Amt bestätigt (Bestätigung am 23. Dezember 1907), starb Veltman im Dienst. Nach Veltmans Tod im Februar 1916 wurde am 22. September 1916 der vormalige Direktor des A. Schaaffhausen’schen Bankvereins in Köln, Wilhelm Farwick, zu seinem Nachfolger gewählt und am 24. November in das Amt eingeführt.
Philipp Veltman war ferner als von den Stadtverordneten gewähltes Mitglied von 1901 bis 1916 Abgeordneter im Provinziallandtag der Rheinprovinz, und mit seiner Wahl zum Aachener Oberbürgermeister 1896 vertrat er die Stadt auch im Preußischen Herrenhaus.
Seine letzte Ruhe fand er in der Familiengrabstätte im Campo Santo auf dem Aachener Westfriedhof.

### Wirken
Als eine seiner ersten Amtshandlungen im Amt des Oberbürgermeisters von Aachen unterzeichnete er am 24. Dezember 1896 das noch von seinem Vorgänger initiierte Gesetz zur Eingemeindung von Burtscheid und sorgte für dessen verwaltungstechnische Umsetzung. Einige Jahre später war es Veltman selber, der die Eingemeindung der Gemeinde Forst nach Aachen vorantrieb, die dann mit gesetzlicher Wirkung zum 1. April 1906 in Kraft trat.
Veltman machte sich in Aachen vor allem auf dem Kunst- und Kultursektor verdient. So ist es seiner Initiative zu verdanken, dass die Stadt Aachen 1898 die Villa Cassalette erwarb, in der der Museumsverein Aachen das Suermondt-Ludwig-Museum einrichten konnte. Außerdem veranlasste er, dass um 1906/1907 für das vom Abriss bedrohte und von Johann Joseph Couven entworfene Gartenhaus Mantels ein entsprechendes Areal auf dem Aachener Lousberg für eine Translozierung zur Verfügung gestellt werden konnte. Im gleichen Zeitraum unterstützte er den Bau des Aachener Bismarckturms und weihte ihn am 22. Juli 1907 ein. Darüber hinaus erwarb er für die Stadt Aachen auf der Großen Berliner Kunstausstellung von 1913 den Hühnerdiebbrunnen des Bildhauers Hermann Joachim Pagels und ließ diesen in zentraler Stelle in Aachen vor dem Couven-Museum aufstellen. Schließlich gehörte Veltman zusammen mit dem Aachener Bezirksverband im Verein Deutscher Ingenieure, der Gesellschaft für Erd- und Witterungskunde, der naturwissenschaftlichen Vereinigung zu Aachen und dem Elektrotechnischen Verein sowie 76 Privatpersonen zu den Gründungsmitgliedern, die am 12. März 1911 den Aachener Verein für Luftschifffahrt gründeten.

## Ehrungen
In Aachen wurde 1928 der Veltmanplatz nach ihm benannt, eine Parkanlage, die während seiner Amtszeit umgestaltet wurde. 1901 wurde ihm der preußische Rote Adlerorden 4. Klasse verliehen, zu dem er im darauffolgenden Jahr noch die „Krone“ (als den Rang erhöhenden Zusatz) erhielt. Später stieg er in die 3. Klasse dieses Ordens (mit dem Zusatz der „Schleife“) auf. Seit 1905 war er auch Träger des preußischen Kronen–Ordens 3. Klasse. Darüber hinaus war er Inhaber des Ehrenkreuzes II. Klasse des Fürstlichen Hausordens von Hohenzollern.

## Familie

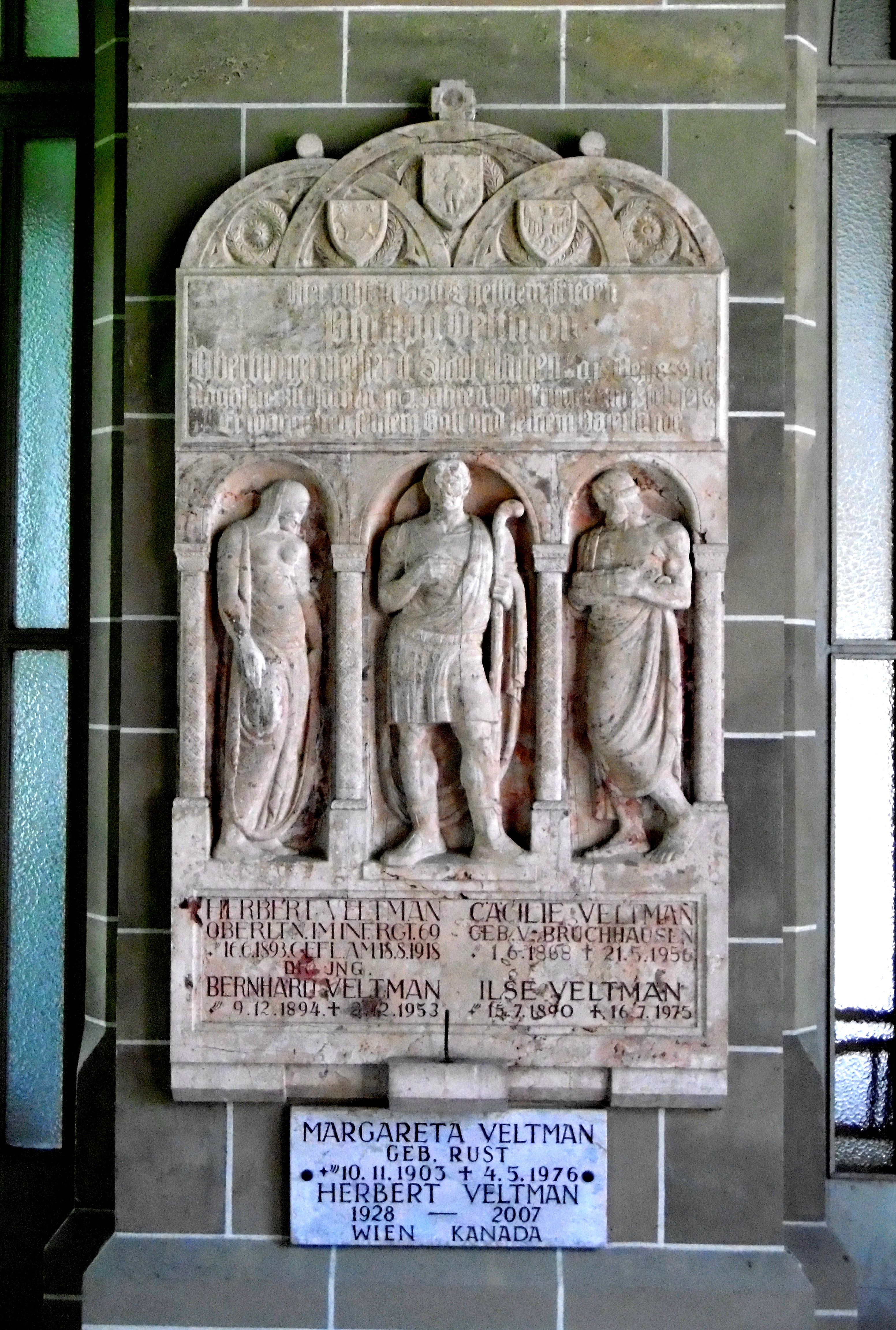
Familien-Grabstätte Veltman im Campo Santo, Aachen

Der Katholik Philipp Veltman heiratete am 19. Oktober 1889 in Essen Cäcilie von Bruchhausen (* 31. Mai bzw. 1. Juni 1868 in Essen; † 21. Mai 1956 in Aachen), eine Tochter des Rechtsanwalts und Notars Justizrat Franz von Bruchhausen und dessen Ehefrau Albertine von Bruchhausen geborene Bachofen von Echt. Das Ehepaar bekam drei Kinder, die Tochter Ilse Veltmann (1890–1975) sowie die Söhne Herbert Veltman (1893–1918) und Bernhard Veltman (1894–1953), die beide am Ersten Weltkrieg teilnahmen.
In der Familiengruft fanden zudem ihre letzte Ruhestätte die Ehefrau des Sohnes Bernhard, Margarethe Veltman geborene Rust (1903–1976), und deren gemeinsamer Sohn Dipl.-Ing. Herbert Veltman (1928–2007), der seit 1956 als Ingenieur in Edmonton in Kanada lebte.